# Gommersheim

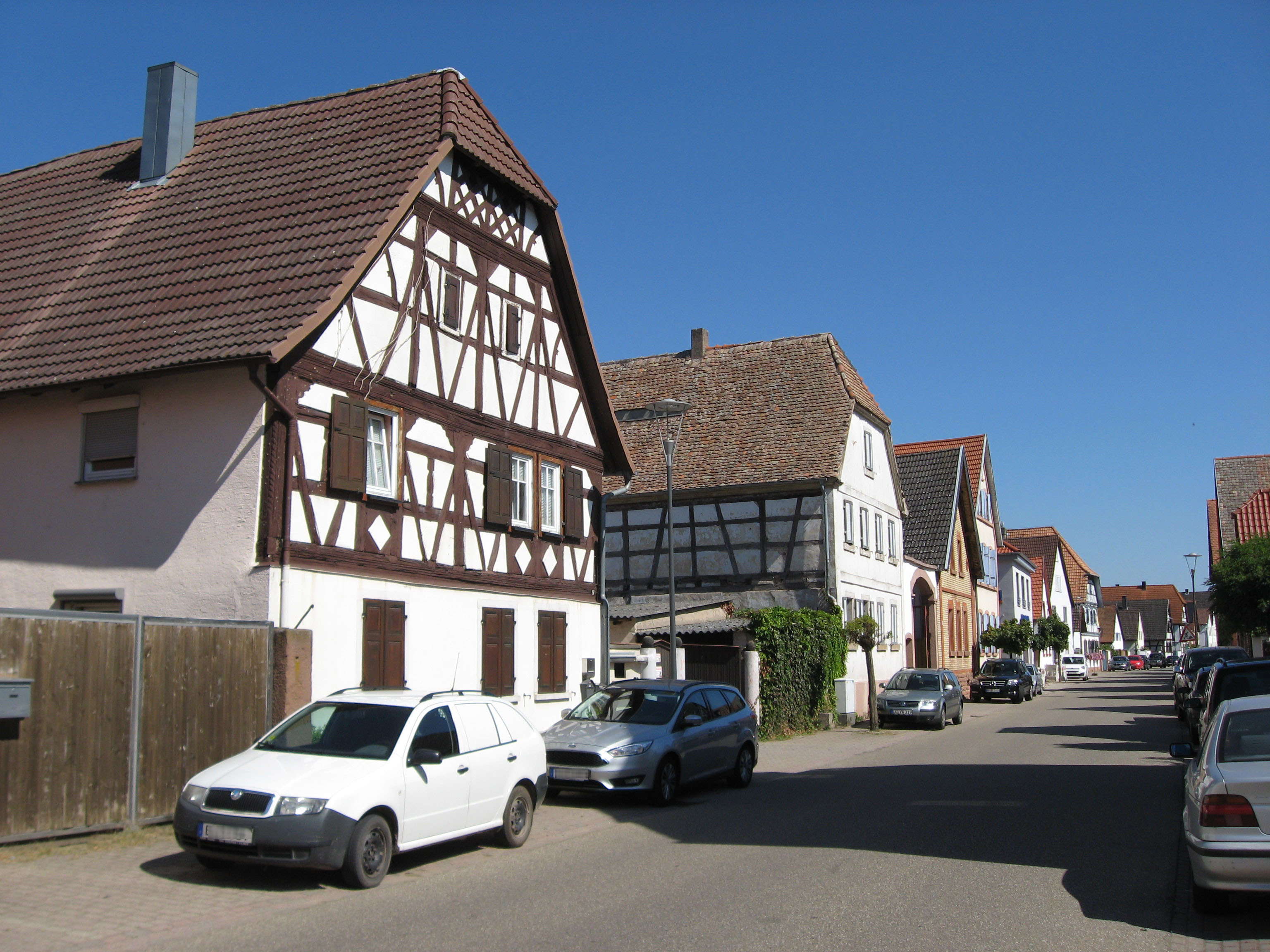
Ortsbild von Gommersheim

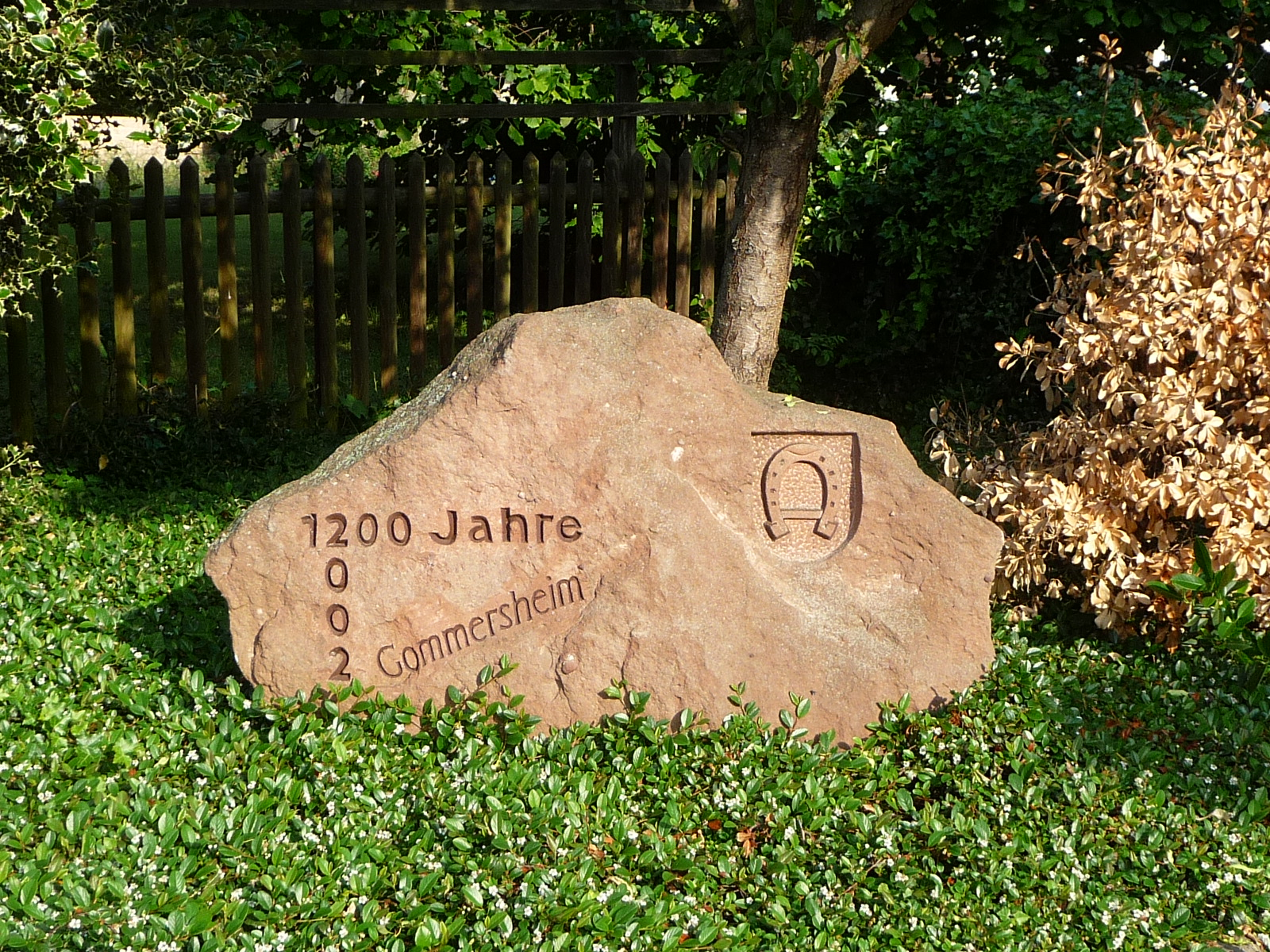
Gedenkstein anlässlich der 1.200-Jahre-Feier von Gommersheim Anfang der 2000er Jahre

Gommersheim ist die am weitesten östlich gelegene Ortsgemeinde im Landkreis Südliche Weinstraße in Rheinland-Pfalz. Sie gehört der Verbandsgemeinde Edenkoben an, innerhalb derer sie sowohl hinsichtlich der Zahl der Einwohner als auch hinsichtlich der Fläche die drittgrößte Ortsgemeinde darstellt.

## Geographie

### Lage
Der Ort liegt 9 km östlich von Edenkoben und 11 km westlich von Speyer zwischen dem Haardt und dem Rhein mitten im Gäu und bildet den östlichen Abschluss des Landkreises Südliche Weinstraße. Zu Gommersheim gehört zusätzlich der Wohnplatz Kindelsbrunnerhof. Im Osten der Gemarkung befindet sich ein Waldgebiet, das Teil des Speyerer Waldes ist.
Zudem umfasst das Gemeindegebiet zwei Exklaven im Pfälzerwald, von denen die weiter östlich liegende die Gebirgspässe Benderplatz und Lolosruhe umfasst. Nachbargemeinden sind – im Uhrzeigersinn – Neustadt an der Weinstraße, Harthausen, Schwegenheim, Weingarten, Freisbach und Böbingen. Die östliche Exklave grenzt an  – Exklaven kursiv gesetzt – Kirrweiler, Böbingen, Rhodt unter Rietburg, Edesheim, Edenkoben und Sankt Martin. Die Westliche Exklave grenzt an Böbingen, Kirrweiler, Maikammer, Edenkoben und Venningen.

### Erhebungen und Gewässer
Nördlich des Siedlungsgebiets fließt der Triefenbach in West-Ost-Richtung; er entspringt innerhalb der weiter östlich liegenden Waldexklave am Osthang des 613,6 Meter hohen Steigerkopf. Im Süden bildet zunächst der Lachgraben die südliche Gemarkungsgrenze, die kurze Zeit später vom Modenbach fortgesetzt wird. Am nördlichen Siedlungsrand verläuft der Brühlgraben, ehe er von rechts in den Triefenbach mündet. Die westlichere Exklave wird im Westen durch den Kohlbach begrenzt.

## Geschichte
Gommersheim entstand wahrscheinlich bereits im 6. Jahrhundert und wurde um 800 als Gunmareshaim erstmals urkundlich erwähnt, als ein Acbuto dem Kloster Fulda hier zwei Leibeigene schenkte. Im Jahr 1508 kam das Reichsdorf Gommersheim unter die Schutz- und Schirmherrschaft der Kurpfalz. Ab 1708 gehörte der Ort zu den gräflich Degenfeldischen Besitzungen, bei denen es bis Ende des 18. Jahrhunderts verlieb.
Von 1798 bis 1814, als die Pfalz Teil der Französischen Republik (bis 1804) und anschließend Teil des Napoleonischen Kaiserreichs war, war Gommersheim in den Kanton Landau eingegliedert. 1814 hatte der Ort insgesamt 693 Einwohner. Ein Jahr darauf wurde er Österreich zugeschlagen. Bereits ein Jahr später wechselte der Ort wie die gesamte Pfalz in das Königreich Bayern. 1817 wechselte die Gemeinde in den Kanton Edenkoben. Von 1818 bis 1862 gehörte die Gemeinde dem Landkommissariat Landau an; aus diesem ging das Bezirksamt Landau  hervor.
Ab 1939 war der Ort Bestandteil des Landkreises Landau in der Pfalz. Nach dem Zweiten Weltkrieg wurde Gommersheim innerhalb der französischen Besatzungszone Teil des damals neu gebildeten Landes Rheinland-Pfalz. Im Zuge der ersten rheinland-pfälzischen Verwaltungsreform wechselte die Gemeinde am 7. Juni 1969 in den neu geschaffenen Landkreis Landau-Bad Bergzabern, der 1978 in Landkreis Südliche Weinstraße umbenannt wurde. 1972 wurde Gommersheim der ebenfalls neu gebildeten Verbandsgemeinde Edenkoben zugeordnet.

## Bevölkerung

### Einwohnerentwicklung
Die Entwicklung der Einwohnerzahl von Gommersheim, die Werte von 1871 bis 1987 beruhen auf Volkszählungen:
| Jahr | Einwohner |
| ---- | --------- |
| 1815 | 749       |
| 1835 | 857       |
| 1871 | 912       |
| 1905 | 1.043     |
| 1939 | 1.034     |
| 1950 | 1.191     |
| 1961 | 1.261     |

| Jahr | Einwohner |
| ---- | --------- |
| 1970 | 1.279     |
| 1987 | 1.218     |
| 1997 | 1.300     |
| 2005 | 1.305     |
| 2011 | 1.471     |
| 2017 | 1.566     |
| 2023 | 1.537     |

### Religion
Gommersheim ist Sitz eines protestantischen Pfarramtes, das zusätzlich das benachbarte Freisbach umfasst.
Vor Ort befand sich einst eine jüdische Gemeinde, die eine Synagoge besaß und deren verstorbene Mitglieder in Essingen beigesetzt wurden. Die letzten fünf jüdischen Einwohner wurden am 22. Oktober 1940 im Rahmen der Wagner-Bürckel-Aktion in das Lager Gurs in Südfrankreich deportiert.

## Politik

### Gemeinderat

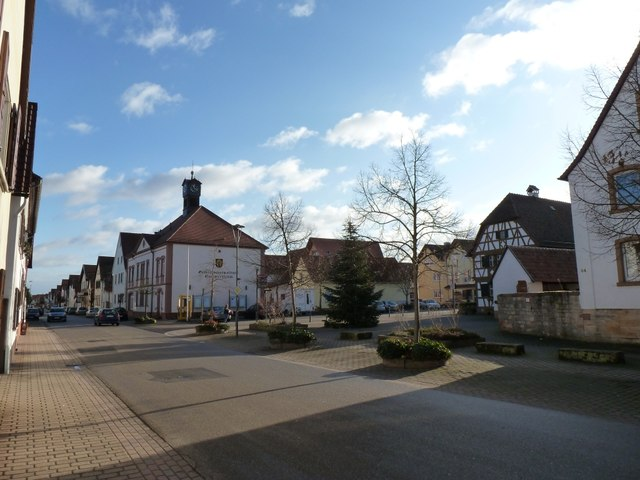
Rathaus mit Uhrtürmchen

Der Gemeinderat in Gommersheim besteht aus 16 Ratsmitgliedern, die bei der Kommunalwahl am 9. Juni 2024 in einer personalisierten Verhältniswahl gewählt wurden, und der ehrenamtlichen Ortsbürgermeisterin als Vorsitzender.
Die Sitzverteilung im Gemeinderat:
| Wahl | SPD | CDU | BLG | Gesamt   |
| ---- | --- | --- | --- | -------- |
| 2024 | 5   | 2   | 9   | 16 Sitze |
| 2019 | 7   | 2   | 7   | 16 Sitze |
| 2014 | 7   | 3   | 6   | 16 Sitze |
| 2009 | 8   | 2   | 6   | 16 Sitze |
| 2004 | 8   | 4   | 4   | 16 Sitze |

- BLG = Bürgerliste Gommersheim e. V.

### Bürgermeister
Barbara Haag (BLG) wurde am 10. Juli 2024 Ortsbürgermeisterin von Gommersheim. Bei der Direktwahl am 9. Juni 2024 war sie als einzige Bewerberin mit einem Stimmenanteil von 75,4 % für fünf Jahre gewählt worden.
Haags Vorgänger Lothar Anton (SPD) hatte das Amt seit 2004 inne und kandidierte bei der Wahl 2024 nicht erneut als Ortsbürgermeister.

### Wappen
| Wappen von Gommersheim | Blasonierung: „Ein goldenes Hufeisen mit Querstrich auf schwarzem Grund.“ |
| Wappen von Gommersheim |                                                                           |

### Gemeindepartnerschaften
Seit 1975 besteht eine Partnerschaft mit der französischen Gemeinde Varennes-Saint-Sauveur.

## Kultur

### Kulturdenkmäler

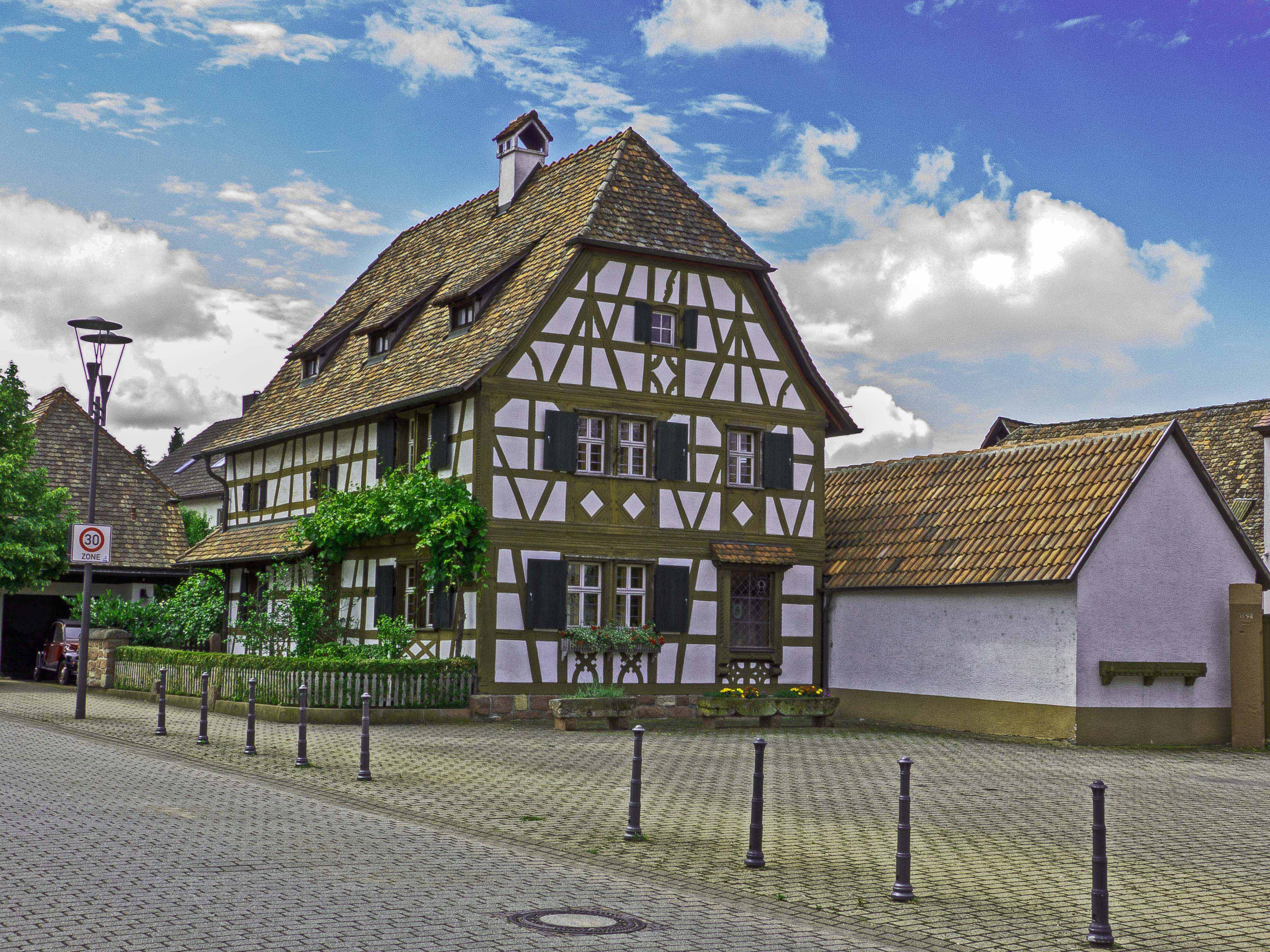
Denkmalgeschütztes Fachwerkhaus

Die Hauptstraße ist als Denkmalzone ausgewiesen. Hinzu kommen außerdem insgesamt 22 Einzelobjekte, die unter Denkmalschutz stehen, darunter der Schänzelturm, der sich innerhalb der einen Waldexklave befindet.

### Vereine
Der größte Verein der Ortsgemeinde, der Sportverein SV Gommersheim 1945 e. V., ist mit seiner Fußballmannschaft in der A-Klasse Rhein-Mittelhaardt vertreten. Hinzu kommt außerdem eine Ortsgruppe des Pfälzerwald-Vereins.

## Infrastruktur

### Wirtschaft
Im Zuge der Haingeraide war Gommersheim an der sogenannten vierten Haingereiden beteiligt, die in der frühen Neuzeit aufgelöst und die teilweise der Gemeinde unterstellt wurde.

### Verkehr

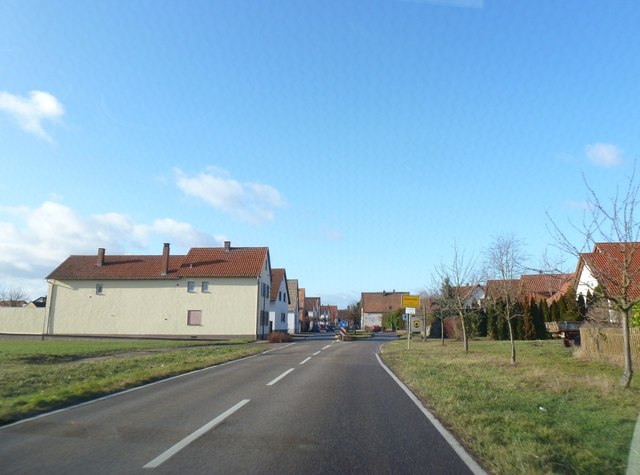
Landesstraße 538 innerhalb von Gommersheim

Gommersheim besaß ab 1905 einen Bahnhof an der 1956 stillgelegten Lokalbahn Speyer–Neustadt. Nächstgelegener Bahnhof ist Edenkoben an der Bahnstrecke Neustadt–Wissembourg. Die von PalatinaBus betriebene Buslinie 505 des Verkehrsverbundes Rhein-Neckar verbindet den Ort mit Edenkoben. Eine weitere Buslinie mit der Liniennummer 507 von PalatinaBus bedient die Orte die an der ehemaligen Lokalbahn Speyer–Neustadt liegen.
Durch die Gemeinde führt in Nord-Süd-Richtung die Landesstraße 530, die den Ort mit Geinsheim sowie Freisbach verbindet. Von ihr zweigt in die östliche Richtung die Landesstraße 538 nach Bellheim sowie nach Westen die Kreisstraße 37. Durch die östliche Waldexklave führt die Kreisstraße 6.

### Tourismus
Im Osten der Gemarkung befindet sich das 1982 eingeweihte Waldhaus Auf den Steinen. Es befindet sich in Privatbesitz.

### Bildung
Gommersheim besitzt einen Protestantischen Kindergarten.

## Persönlichkeiten

### Ehrenbürger
- Günther Moßbach, Ortsbürgermeister von 1969 bis 1989, ernannt 2018
- Otmar Degen, Ortsbürgermeister von 1989 bis 2004, ernannt 2019

### Söhne und Töchter der Gemeinde
- Otto Gauweiler (1910–1969), Jurist und Politiker (NSDAP)

### Personen, die vor Ort gewirkt haben
- Georg von Gemmingen (1458–1511), Domherr, war von 1480 bis 1483 Pastor in Gommersheim
- Friedrich Gülch, 1792/93 Mitglied des Rheinisch-Deutschen Nationalkonvents
- Horst-Dieter Spitz (* 1937/38, † 13. August 2013)[13], ab 2009 Träger des Verdienstordens des Landes Rheinland-Pfalz, lebte vor Ort.
- Tino Kaufmann (* 21. Juni 2005), Fußballspieler, aufgewachsen im Ort.[14]